# Thomas Nelson (4e comte Nelson)
Thomas Horatio Nelson, 4e comte Nelson (21 décembre 1857 - 30 septembre 1947), titré vicomte Merton jusqu'en 1913, est un pair britannique . 

## Biographie
Né à Trafalgar Park (en) dans le Wiltshire, il est le fils de Horatio Nelson (3e comte Nelson) de Trafalgar et de Merton et Lady Mary Jane Diana Agar (1823–1904) ,. 
Catholique romain par l'intermédiaire de sa mère, Lady Mary Nelson, en 1914, il fait redonner l'église de Standlynch à Mary Queen of Angels et St. Michael and All the Angels, servie par un prêtre résident. En 1930, Lord Nelson achète les panneaux de la cabine du capitaine du HMS Ganges, construit en 1821, qui sont en cours de démolition, installant les lambris dans la salle principale du dernier étage de Trafalgar Park. 
Pendant la Seconde Guerre mondiale les ailes nord et sud de Trafalgar Park, le siège de la famille, sont occupées par des locataires avec Thomas Nelson et son jeune frère Edward Agar Nelson vivant dans la maison principale. En 1946, il se plaint au gouvernement Attlee du fait qu'une grande partie de la pension de 5 000 £ par an accordée à son ancêtre le 1er comte est consacrée à l'entretien de la maison. Le Trésor propose de déposer un projet de loi mettant fin à la pension mais qui permettrait à la famille Nelson de vendre le domaine, qui a été acheté avec de l'argent recueilli par souscription publique pour les descendants d'Horatio Nelson. Le projet de loi mettant fin à la pension est adopté en 1947 après la mort de Thomas Nelson  et Trafalgar Park est vendu en 1948 par Edward Agar Nelson, le 5e comte . 
Thomas Nelson est décédé en septembre 1947 à 89 ans. Il ne s'est jamais marié et à sa mort le titre est passé à son jeune frère Edward, le 5e comte Nelson ,. 